# 쿠차 (웹사이트)
쿠차는 대한민국의 쇼핑 포털이다. 대한민국의 소셜커머스 및 홈쇼핑 사이트의 가격정보를 수집하여 차트형식으로 사용자에게 제공한다. 쿠차는 쿠폰차트의 약칭이다.

## 역사
- 2010년 9월 20일 : 메타사이트 서비스로 시작
- 2011년 1월 : 정식오픈